# Miyavi
Takamasa Lee Ishihara (jap. 石原 崇雅 Ishihara Takamasa; ur. 14 września 1981 w Osace) – japoński producent muzyczny, gitarzysta i wokalista rockowy, znany pod pseudonimem Miyavi (jap. 雅 miyabi, miyavi, MYV).
W 2004 roku zagrał rolę samego siebie w filmie Oresama, natomiast w 2014 roku pojawił się w reżyserowanym przez Angelinę Jolie filmie Niezłomny. Brał również udział w innych projektach, podejmując mniejsze role (np: Kong: Skull Island oraz Stray (2019). 

## Życiorys
Jego matka pochodziła z Japonii, natomiast ojciec był pochodzenia japońsko-koreańskiego. Pierwszą gitarę kupił w wieku piętnastu lat, ale dopiero po kontuzji, uniemożliwiającej mu treningi piłki nożnej, zaczął ćwiczyć grę na instrumencie. W 1999 roku Miyavi przeprowadził się do Tokio, gdzie rozpoczął karierę muzyczną jako gitarzysta, wokalista wspomagający i autor tekstów w formacji rockowej visual kei o nazwie Dué le quartz. Karierę solową rozpoczął w 2002 roku, zmieniając również pseudonim z "Miyabi" na "Miyavi" (nazwa stylizowana "MIYAVI"). W tym samym roku wydał solowy album Gagaku. Pierwszy koncert solowy artysty miał miejsce 23 kwietnia 2003 roku w Shibuya Public Hall. W grudniu tego samego roku powstał kolejny solowy album zatytułowany Galyuu.
W czerwcu 2004 roku jego singiel Ashita, Genki ni Nāre, dotarł na szczyt japońskiego notowania Oricon. W październiku tego roku Miyavi zawarł kontrakt z Universal Music Group, a w listopadzie wydał singiel major ROCK no gyakushuu ~SUPERSTAR no jouken~. Od tego momentu podpisuje się pseudonimem "MYV".
Pierwszym albumem, który zajął wysokie notowania, był wydany w czerwcu 2005 roku Miyavizm. 
Artysta w latach 2005-2006 wydał dwa albumy reprezentujące stylistykę akustycznej muzyki pop: MYV Pops oraz Miyaviuta: Dokusō.
30 grudnia 2006 roku Miyavi zapowiedział, że dołączy do zespołu S.K.I.N. Zespół w składzie z: Yoshikim z X Japan oraz Gacktem i Sugizo z Luna Sea zadebiutował na scenie miesiąc później (w Long Beach w Kalifornii). Z powodu poświęcenia się innym projektom muzycy nie spotkali się ponownie w tym samym składzie ani na scenie, ani w studiu. 
Niedługo potem, 18 lipca 2007 roku ukazał się album 7 Samurai Sessions -We’re Kavki Boiz-, składający się z nowo zaaranżowanych utworów Miyaviego, powstałych w kolaboracji z artystami z Japonii. Singiel promujący nową płytę (Sakihokoru Hana no you ni -Neo Visualizm- / Kabuki Danshi) zadebiutował na 4. miejscu listy Oricon. Niedługo potem, Miyavi wyruszył w trasę koncertową po Japonii i Korei Południowej.
W marcu 2008 roku ukazał się album: Azn Pride -This Is the Japanese Kabuki Rock-. Trasa koncertowa promująca płytę, objęła 33 miasta w 14 różnych krajach. W 2009 roku wyprzedano całą pulę 13 000 biletów na koncert z okazji dziesięciolecia działalności artysty. Koncert miał miejsce w hali Nippon Budokan. Również w 2009 roku wygasł kontrakt łączący Miyaviego z wytwórnią PS Company; artysta założył 8 kwietnia 2009 roku własną firmę JGlam inc.
W październiku 2010 roku wydał album What’s My Name?, który promował rok później na światowej trasie. W jej ramach wystąpił także po raz pierwszy w Polsce, dając 10 kwietnia 2011 roku koncert w Centrum Stoczni Gdańsk. Artysta po raz drugi pojawił się w Polsce w ramach trasy Slap The World Tour. Koncert miał miejsce w Klubie Studio w Krakowie 23 marca 2014 roku. 
W 2015 roku ukazał się kolejny album zatytułowany The Others. Miyavi rozpoczął wtedy trasę koncertową We Are The Others i w jej ramach 11 października 2015 roku ponownie odwiedził Polskę. Jego dziesiąty album, Fire Bird został wydany 31 sierpnia 2016 roku w Japonii. 
Kolejne albumy Miyaviego: No Sleep Till Tokyo (lipiec 2019) oraz Holy Nights (kwiecień 2020) zostały wydane wokół Letnich Igrzysk Olimpijskich 2020 w Tokio. 
Najnowszy album został wydany 15 września 2021 roku i nosi tytuł Imaginary.

## Życie prywatne
14 marca 2009 roku poślubił japońsko-amerykańską piosenkarkę Melody Ishikawę, działającą pod pseudonimem Melody. Para ma troje dzieci. Ich pierwsza córka, Lovelie Miyavi Ishihara, urodziła się 29 lipca 2009 roku. Druga córka, Jewelie Aoi Ishihara, urodziła się przedwcześnie 21 października 2010 roku. 24 lutego 2021 roku, podczas pobytu rodziny w Los Angeles, Miyavi doczekał się syna, Skylera. 
Miyavi mieszka obecnie wraz z rodziną w Tokio.

## Dyskografia

### Albumy
- Gagaku (31.10.2002)
- Galyuu (02.12.2003)
- Miyavizm (01.06.2005)
- Myv ★ Pops (02.08.2006)
- Miyaviuta ~Dokusou~ (13.09.2006)
- 7 Samurai Sessions -We're Kavki Boiz- (18.07.2007)
- Miyavi -This Iz The Japanese Kabuki Rock- (19.03.2008)
- Miyavi - Remixx Album - Room No.382 - Remixed by Teddy Loid (24.12.2008)
- Victory Road to the king of neo visual rock -Singles- (22.04.2009)
- What’s My Name? (13.10.2010)
- NEO TOKYO SAMURAI BLACK WORLD TOUR vol.1 (24.03.2011)
- Live in London (02.05.2011)
- Samurai Session vol.1 (14.11.2012)
- MIYAVI (19.06.2013)
- The Others (15.04.2015)
- Fire Bird (31.08.2016)
- Samurai Sessions, Vol. 2 (08.11.2017)
- Samurai Sessions, Vol. 3: Worlds Collide (05.12.2018)
- No Sleep Till Tokyo (24.07.2019)
- Holy Nights (22.04.2020)

### Single
- Shindemo Boogie-Woogie (jap. 死んでも Boogie-Woogie; 30.11.2002)
- POP is dead (30.11.2002)
- Jingle Bell (jap. ジングルベル Jinguru Beru; 18.12.2002)
- Jibun Kakumei (16.04.2003)
- Tariraritarara (25.06.2003)
- Coo Quack Cluck ~Ku Ku Ruu~ (03.09.2003)
- Ashita, Genki Ni Naare (23.06.2004)
- Seikigata Koushinkyoku / ROCK no gyakushuu ~SUPERSTAR no jouken~ (20.10.2004)
- Freedom Fighters (04.05.2005)
- Kekkonshiki No Uta ~Kisetsu Hazure No WEDDING MARCH~ / Are you ready to ROCK? (12.10.2005)
- Señor Señora Señorita / Gigpig Boogie (18.01.2006)
- Dear my friend ~Tegami Wo Kaku Yo~ / Itoshii Hito (12.04.2006)
- Kimi Ni Negai Wo (05.07.2006)
- Sakihokoru Hana no You Ni -Neo Visualizm- / Kabuki Boiz (20.06.2007)
- Subarashikikana, Kono Sekai – What A Wonderful World (14.11.2007)
- Hi no hikari sae todokanai kono basho de (feat. SUGIZO) (jap. 陽の光さえ届かないこの場所で; 16.01.2008)
- Survive (10.03.2010)
- Torture (15.09.2010)
- STRONG (feat. KREVA) (05.10.2011)
- DAY 1 (feat. YUKSEK) (11.07.2012)
- Ahead Of The Light (20.02.2013)
- Horizon (27.06.2013)
- Secret (28.06.2013)
- Real (09.09.2014)
- Let go (10.12.2014)
- The Others (15.04.2015)
- Mission: Impossible Theme (10.07.2015)